# Густота населення

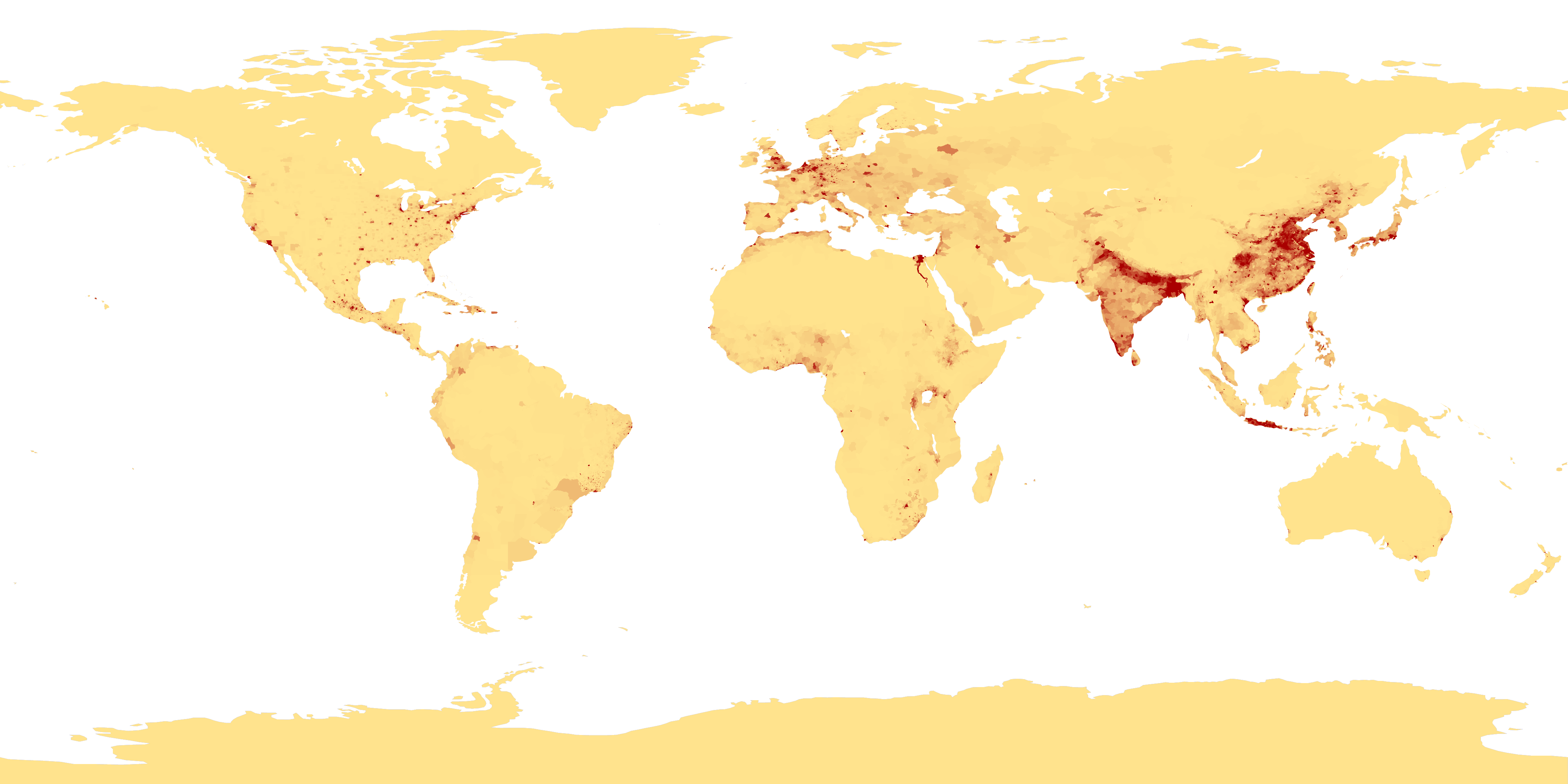
Густота населення Землі (лінійна шкала, 1994 рік)

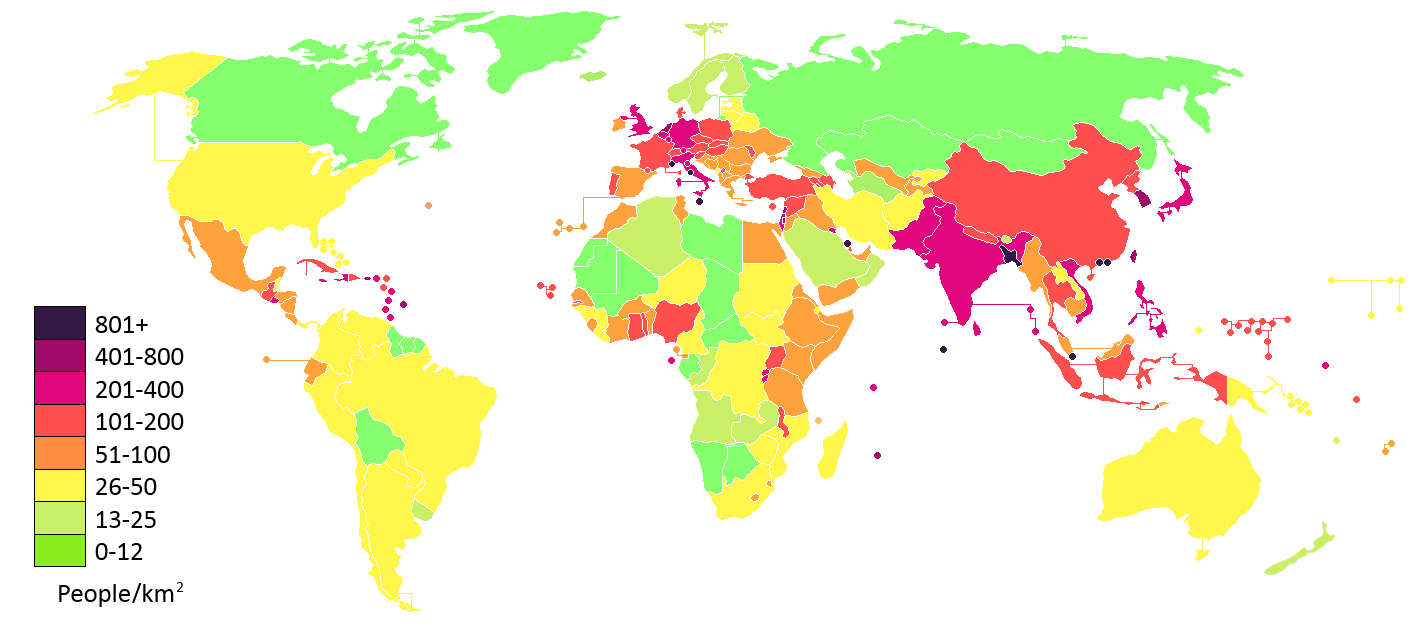
Фонова картограма густоти населення за країнами (2006)

Густота́ насе́лення — рівень заселеності певної території; кількість постійного населення, що проживає на одиниці площі (зазвичай, в розрахунку на один квадратний кілометр). При обчисленні густоти населення інколи виключається незаселена територія, а також великі внутрішні водні простори. Застосовуються показники густоти окремо сільського і міського населення.
Густота населення дуже нерівномірна по континентах, країнах і частинах країн залежно від характеру розселення людей, щільності й розмірів поселень. У великих містах і на урбанізованих територіях вона, зазвичай, набагато вища, ніж в сільській місцевості. Тому цей показник якого-небудь району в цілому є середньою з рівнів населеності окремих частин цього району, зваженою за величиною їхніх територій.
Густота населення України — 72 особи/км² (2020).
Середня густота населення Землі близько 40 осіб/км².

## Найзаселеніші території світу
Формально найбільша густота населення фіксується в карликових державах з високим рівнем урбанізації, часто це просто держава-місто.
В одиниці вимірювання — кількість людей на квадратний кілометр:
- Аоминь (Макао) — 17684
- Монако — 16620
- Сінгапур — 6389
- Гонконг — 6317
- Гібралтар — 4289
- Сектор Гази — 3823
- Ватикан — 2093
- Мальта — 1261
- Бермудські Острови — 1226
- Мальдіви — 1163

## Найзаселеніші міста світу
- Мумбай — 21 665
- Париж — 20 781
- Макао — 17 684
- Каїр — 17 190
- Москва — 10 588
- Нью-Йорк — 10 194

## Найзаселеніші некарликові країни й території
В розрахунку людина на квадратний кілометр:
- Бангладеш — 1002
- Тайвань — 636
- Південна Корея — 491
- Пуерто-Рико — 430
- Західний берег річки Йордан — 407
- Нідерланди — 395
- Ліван — 367
- Бельгія — 339
- Японія — 337
- Ізраїль — 336

Найнижча густота населення у світі в Нунавуті — 0,01 особи/км², в Росії в Евенкійському районі Красноярського краю — 0,03 особи/км².